# Patrick Reid
Pour les articles homonymes, voir Reid.
Pas d'image ? Cliquez ici

a Compétitions nationales et continentales officielles uniquement.

b Matchs officiels uniquement.
Patrick Joseph Reid dit Paddy Reid, né le 17 mars 1924 à Limerick (Irlande) et mort le 8 janvier 2016 dans la même ville, est un joueur de rugby à XV. Il joue avec l'équipe d'Irlande en 1947 et 1948, au poste de centre. 
Il a obtenu quatre sélections nationales avec l'équipe d'Irlande.
Il remporte le Grand Chelem en 1948.

## Équipe nationale
Il obtient sa première cape internationale, le 6 décembre 1947 avec l'équipe d'Irlande, à l’occasion d’un test-match contre l'équipe d'Australie. Son dernier match a lieu le 13 mars 1948 contre les Gallois.
Il participe au Tournoi des Cinq Nations 1948.

## Palmarès
- 4 sélections
- 1 essai
- 3 points
- Sélections par année : 1 en 1947, 3 en 1948
- Tournoi des Cinq Nations disputé: 1948.